# 自由演奏会
自由演奏会（じゆうえんそうかい）とは、全国各地の楽器演奏家が開催出来る、吹奏楽主体の演奏会のことである。
英語名称はまだ厳密には確定していない。ヤマハのホームページでは「Free Participation Concert」と表記されているが、「Freely Playing Concert」という名称が使われたこともある。

## 概要
上野の森ブラスでチューバ奏者を務める音楽家、杉山淳の提唱により、1997年4月27日に神奈川県横浜市の｢かながわアートホール｣において最初の自由演奏会が開催された。（そのため現在も｢かながわアートホール｣での開催時は｢元祖自由演奏会｣と命名されている。）自由演奏会は楽器を所有していても諸事情で演奏する機会がない人や、楽団に所属していてもより多くの演奏家と交流して視野を広げたい人などを対象に、場所・楽譜を提供することによって演奏機会を作り、親睦を深めること目的として行う。ゆえに参加者個々の演奏実績や経験・技量などは一切問われない。指導者は前述の杉山淳、他に指揮者の堺武弥、大規模な演奏会では著名な作曲家などが来ることもある。
自由演奏会の多くは実行委員会形式により開催されているが、その実行委員会の形態は一個人から自治体による運営の催事など多種多様である。ヤマハ株式会社の協力を得たい時には、ヤマハ社内の自由演奏会事務局に申請することにより｢ヤマハ株式会社協賛｣で開催することができる。先に述べたように、主として吹奏楽の楽器を持っていれば誰でも自由に参加できる演奏会ではあるが、最近では杉山淳により、楽器の種類や有無に関わらず、歌唱も含めた全ての音楽愛好家、音楽に憧れを抱いている人々への参加が呼びかけられている。

### 規模
参加者の規模は数十人から数百人。毎年秋に行われるヤマハ協賛の「自由演奏会○○」（○○にはその年の西暦が入る）には、毎回千人近い演奏者が集まる。（｢自由演奏会2002｣は東京ベイNKホール。2003年～2007年は横浜文化体育館、2008年は代々木第二体育館が会場になっている）
開催場所は固定されておらず、自由演奏会を行いたい人が主催者となる。単発のイベント的要素が強いが、提唱者の杉山淳を軸に横のつながりも強い。昨今では年間を通じ各地で40回前後開催されている。参加者の大部分は開催場所の近辺から集まるが、中には全国の自由演奏会を渡り歩く愛好家もいる。各自が持ち込む楽器類も吹奏楽器を中心に多種多様である。演奏会の性質上、社会人など学校を卒業した人が多いが、地元の中学、高校、大学の吹奏楽部員が参加することもある。
各地の大規模なイベントに参加することもあり、2004年に行われた浜名湖花博では、約450人が参加してコンサートを開催した。

### 演奏・参加形態
通常、事前練習は行われない。参加者は当日の午前に集まり、参加手続きを行い会場準備の上で合奏練習、昼食休憩のち午後に発表、終了後に後片付けして解散という形になる（例外もある）。基本的に事前予約制だが、当日でも参加人数に余裕があれば楽器（吹奏楽器以外も可）と参加料を持っていくだけで参加可能。打楽器等、運搬が困難な大型楽器は主催者側が用意する例が多い。譜面台は持ち込み推奨、楽譜は吹奏楽用で主催者が用意しているが当日配布、当日回収である。飲食は各自持ち、服装も特に規定は無く普段着での参加が多いが、常連参加者にはコスプレも見受けられる。